# نظریه الدوای

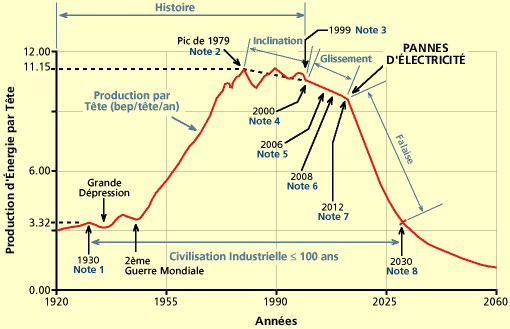
نموداری از نطریه الدوای

نظریه اُلدُوای (به انگلیسی: Olduvai theory) نام یک نظریه جنجالی از ریچارد سی. دانکن به سال ۱۹۸۹ است.
بر طبق این نظریه، تمدن صنعتی تنها ۱۰۰ سال دوام خواهد داشت. تعریف او از تمدن صنعتی بر پایه میزان تولید انرژی سرانه است. بر این اساس، تمدن صنعتی تنها بین سالیان ۱۹۳۰ تا ۲۰۳۰ مدوامت داشته، و سپس قحطی و کمبود منابع باعث کاهش شدید جمعیت و بازگشت جهان به دوران ماقبل صنعتی (از نظر تعادل با طبیعت) خواهد گردید.
نام این نظریه اشاره به تنگ الدوای دارد.

## چکیده
در سده‌های ۲۰ و ۲۱ با افزایش رشد صنعت در دنیا و نیاز کشورها به حفظ رشد اقتصادی، استفاده از منابع انرژی اولیه افزایش یافته، باکاهش این منابع نگرانی‌ها در مورد آینده توسعه جهانی افزایش یافته‌است. بر این اساس تئوری اولدوای توسط ریچارددانکن ارائه شد. این تئوری بیان می‌کند که امید به زندگی تمدن‌های صنعتی کمتر یا مساوی ۱۰۰ سال است. محدوده زمانی این تئوری از ۱۹۳۰ تا ۲۰۳۰ است.

## هدف
هدف اصلی این مقاله این است که در مورد آینده اقتصاد و صنعت جهانی هشدار دهد و با بیان علت‌هایی نشان دهدکه تمدن صنعتی در حال افول و از بین رفتن است.

## موضوع اصلی
تئوری اولدوای بر اساس نسبت تولیدات انرژی در هر سال به جمعیت بیان شده‌است، و براساس داده‌های موجود و نرم‌افزارهای تحلیلی نشان داده‌است، که سرانه تولید انرژی در سال ۱۹۳۰ تا سال ۱۹۷۹ افزایش می‌یابد. سرانه تولید انرژی در این سال ماکزیموم است. سپس از ۱۹۷۹ تا ۲۰۳۰ کاهش می‌یابد تا به مقداری که در سال ۱۹۳۰ بود نزدیک شود. در این تئوری بیان می‌شود از بین رفتن الکتریسیته پایدار و نیروگاه‌های قدرت عامل اصلی از فروپاشی تمدن صنعتی است نه ازبین رفتن انرژی‌های اولیه. راه مقابله با این فروپاشی تغییر نگرش از حالت رشد به تعادل است.

## یافته‌ها
- ۱- امید به صنعتی ماندن جهان کمتر یا مساوی ۱۰۰ سال است.
  - مخالف: بشر همواره راهی را برای مقابله با مشکلات پیدا کرده‌استفاده از انرژی‌های نو و همچنین افزایش بازده دستگاه‌ها از گذشته تاکنون افزایش پیدا کرده‌است و هزینه ساخت این دستگاه‌ها به مرور زمان کاهش پیدا کرده‌است بنابراین می‌توان امیدوار بود که دستگاه‌های تولید قدرت با انرژی‌های نو با بازده بالا و هزینه کم ساخته شود.
- ۲- متلاشی شدن تمدن صنعتی با خاموشی شبکه‌های برق همراه است.
  - اگر این اتفاق بیفتد موافق: از بین رفتن نیروگاه‌های تولید قدرت باعث از بین رفتن ارتباطات، تجارت‌ها و کنترل می‌شود و این به معنی از بین رفتن تمدن صنعتی است.
- ۳- مهم‌ترین چالش برای تمدن صنعتی تغییر نگرش از حالت رشد به تعادل است.
  - موافق: با کاهش آلودگی هوا، کاهش رشد جمعیت، بهینه کردن تولیدات غذایی و صنعتی و ساخت نیروگاه‌های قدرت با بازده بالاتر می‌توان از به وقوع پیوستن این حادثه جلوگیری کرد.
- ۴- اکتریسیته لازمه روش زندگی مدرن است.
  - تا حدودی موافق: زیرا با این که نقش الکتریسیته در صنعت و مصارف خانگی و… پررنگ است اما هنوز هم نمی‌توان نقش انرژی‌های اولیه مانند نفت و گاز را در صنعت و مصارف خانگی و.. نادیده گرفت.